# True (álbum de Avicii)
True —en español: Verdadero— es el primer álbum del disc jockey y productor sueco Avicii, que fue publicado el 13 de septiembre de 2013, a través de PRMD Music y por sellos afiliadas a Universal Music. El álbum incluye la colaboración de artistas como Nile Rodgers, el músico de música country Mac Davis, Mike Einziger de la banda de rock Incubus, el cantante de soul Aloe Blacc, el cantante de bluegrass Dan Tyminski, Dan Reynolds de la banda estadounidense de rock Imagine Dragons y el cantante estadounidense Adam Lambert. En abril de 2013, Avicii publicó una mezcla promocional con 60 minutos de su nuevo material a través de SoundCloud. La mezcla contó con varias canciones inéditas del álbum como "Wake Me Up!" y otras con Dan Reynolds y Mac Davis, y fue reproducido más de dos millones de veces.
El álbum ha alcanzado un gran éxito comercial, ingresando en la lista de los diez más populares de al menos diez países, entre ellos debutando en el puesto número 2 del Reino Unido, y en la primera ubicación en su natal Suecia. El 24 de marzo de 2014, se lanzó una versión remezclada de todas las pistas del álbum, titulado True (Avicii by Avicii).

## Sencillos
Su primer sencillo "Wake Me Up!", fue lanzado en junio de 2013 y se convirtió en un éxito a nivel internacional logrando el número uno en varios países incluyendo Suecia, Alemania, Reino Unido y Colombia, en este último fue número uno durante 12 semanas. El segundo sencillo "You Make Me", en el que contó con las voces de Salem Al Fakir, obtuvo la primera ubicación en Suecia y la número 5 en el Reino Unido. Inicialmente, «Hey Brother» fue lanzado en octubre de 2013 como sencillo en países como Suiza, Australia, Colombia, Suecia, Alemania, México y Austria, lugares en donde obtuvo el número 1. Posteriormente se convirtió en el tercer sencillo general del álbum alcanzando también la primera posición en España, Países Bajos y Suecia y la segunda ubicación en el Reino Unido. Su cuarto sencillo titulado «Addicted to You» fue lanzado en febrero de 2014, y supo ubicarse en el top 10 de las listas de Australia, Alemania, Francia y los Países Bajos. «Lay Me Down» es su quinto sencillo lanzado el 21 de abril de 2014.

## Lista de canciones
| Edición estándar |                                                 |                                                                        |                             |          |  |
| N.º              | Título                                          | Escritor(es)                                                           | Productor(es)               | Duración |  |
| 1.               | «Wake Me Up» (con Aloe Blacc)                   | Tim Bergling, Ash Pournouri, Aloe Blacc, Mike Einziger                 | Avicii, Pournouri*, Dyer    | 4:09     |  |
| 2.               | «You Make Me» (con Salem Al Fakir)              | Bergling, Pournouri, Salem Al Fakir, Vincent Pontare                   | Avicii, Pournouri*          | 3:53     |  |
| 3.               | «Hey Brother» (con Dan Tyminski)                | Bergling, Pournouri, Pontare, Dan Tyminski                             | Avicii, Pournouri*          | 4:14     |  |
| 4.               | «Addicted to You» (con Audra Mae)               | Bergling, Pournouri, Mac Davis, Josh Kratchic                          |                             | 2:28     |  |
| 5.               | «Dear Boy» (con Mø)                             | Bergling, Pournouri, Karen Marie Ørsted                                | Avicii, Pournouri*          | 7:59     |  |
| 6.               | «Liar Liar» (con Aloe Blacc y Erica Driscoll)   | Bergling, Pournouri, Blacc, Einziger, Blondfire, Dreyer                | Avicii, Pournouri*          | 3:58     |  |
| 7.               | «Shame On Me» (con Sterling Fox y Audra Mae)    | Bergling, Pournouri, Sterling Fox, Audra Mae, Peter Dyer, Nile Rodgers | Avicii, Rodgers, Pournouri* | 4:13     |  |
| 8.               | «Lay Me Down» (con Adam Lambert y Nile Rodgers) | Bergling, Pournouri, Rodgers, Adam Lambert                             | Avicii, Rodgers, Pournouri* | 5:00     |  |
| 9.               | «Hope There's Someone» (con Linnea Henriksson)  | Bergling, Pournouri                                                    | Avicii, Pournouri*          | 6:21     |  |
| 10.              | «Heart Upon My Sleeve» (con Dan Reynolds)       | Bergling, Pournouri, Imagine Dragons                                   | Avicii, Pournouri*          | 4:40     |  |
| 48:26            |                                                 |                                                                        |                             |          |  |

| Versión europea con bonus track (Amazon MP3) |                     |              |               |          |  |
| N.º                                          | Título              | Escritor(es) | Productor(es) | Duración |  |
| 11.                                          | «Always on the Run» |              |               | 4:55     |  |
| 53:21                                        |                     |              |               |          |  |

| Versión británica con bonus tracks |                                     |                                             |               |          |  |
| N.º                                | Título                              | Escritor(es)                                | Productor(es) | Duración |  |
| 11.                                | «Long Road to Hell» (con Audra Mae) | Bergling, Pournouri, Audra Mae, Alex Seaver |               | 3:42     |  |
| 12.                                | «Edom»                              | Bergling, Pournouri                         |               | 8:15     |  |
| 60:23                              |                                     |                                             |               |          |  |

| Bonus tracks en Spotify |                        |                     |               |          |  |
| N.º                     | Título                 | Escritor(es)        | Productor(es) | Duración |  |
| 11.                     | «Canyons»              | Bergling, Pournouri |               | 7:32     |  |
| 12.                     | «All You Need Is Love» | Bergling, Pournouri |               | 6:22     |  |
| 62:20                   |                        |                     |               |          |  |

Notas
- (*) indica producción adicional

### Álbumes de remezclas
| True (Avicii by Avicii) |                                           |                                                                      |          |  |
| N.º                     | Título                                    | Escritor(es)                                                         | Duración |  |
| 1.                      | «Wake Me Up» (Avicii by Avicii)           | Bergling, Pournouri, Blacc, Einziger                                 | 7:05     |  |
| 2.                      | «You Make Me» (Avicii by Avicii)          | Bergling, Pournouri, Fakir, Pontare                                  | 3:02     |  |
| 3.                      | «Hey Brother» (Avicii by Avicii)          | Bergling, Pournouri, Fakir, Pontare                                  | 6:09     |  |
| 4.                      | «Addicted to You» (Avicii by Avicii)      | Bergling, Pournouri, Davis, Krajcik                                  | 5:32     |  |
| 5.                      | «Dear Boy» (Avicii by Avicii)             | Bergling, Pournouri, Knutsson, Ørsted                                | 5:30     |  |
| 6.                      | «Liar Liar» (Avicii by Avicii)            | Bergling, Pournouri, B. Driscoll, E. Driscoll, Blacc, Einziger, Dyer | 5:06     |  |
| 7.                      | «Shame on Me» (Avicii by Avicii)          | Bergling, Pournouri, Fox, Dyer, Mae                                  | 3:56     |  |
| 8.                      | «Lay Me Down» (Avicii by Avicii)          | Bergling, Pournouri, Rodgers, Lambert                                | 6:02     |  |
| 9.                      | «Hope There's Someone» (Avicii by Avicii) | Hegarty                                                              | 8:08     |  |
| 50:30                   |                                           |                                                                      |          |  |

## Personal
- Avicii – compositor, productor
- Arash Pournouri – coproductor
- Erica Driscoll - voces, composición (pista 6)
- Bruce Driscoll - composición (pista 6)
- Mac Davis - voces, guitarra
- Peter Dyer - sintetizadores (pistas 1, 6, 7), talkbox (7)
- Mike Einziger - guitarra (pistas 1, 6)
- Nile Rodgers – guitarra (pistas 7, 8)

### Certificaciones
| País        | Organismo certificador | Certificación | Ventas  | Ref.   |
| ----------- | ---------------------- | ------------- | ------- | ------ |
| Alemania    | BVMI                   | Oro           | 100 000 | [ 12 ] |
| Australia   | ARIA                   | Platino       | 35 000  | [ 13 ] |
| Austria     | IFPI (Austria)         | Platino       | 20 000  | [ 14 ] |
| Colombia    | ASINCOL                | Oro           | 41 000  | [ 15 ] |
| México      | AMPROFON               | Oro           | 30 000  | [ 16 ] |
| Reino Unido | BPI                    | Oro           | 100 000 | [ 17 ] |
| Suecia      | IFPI (Suecia)          | Platino       | 40 000  | [ 18 ] |
| Suiza       | IFPI (Suiza)           | Oro           | 15 000  | [ 19 ] |